# Skogstundra

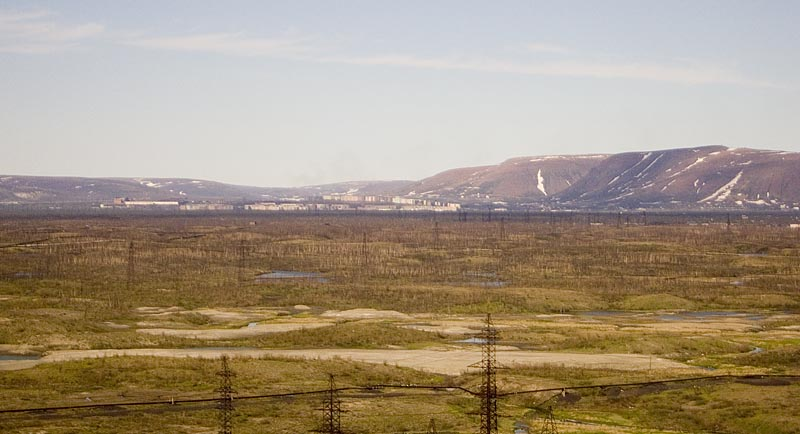
Skogstundralandskap vid Norilsk.

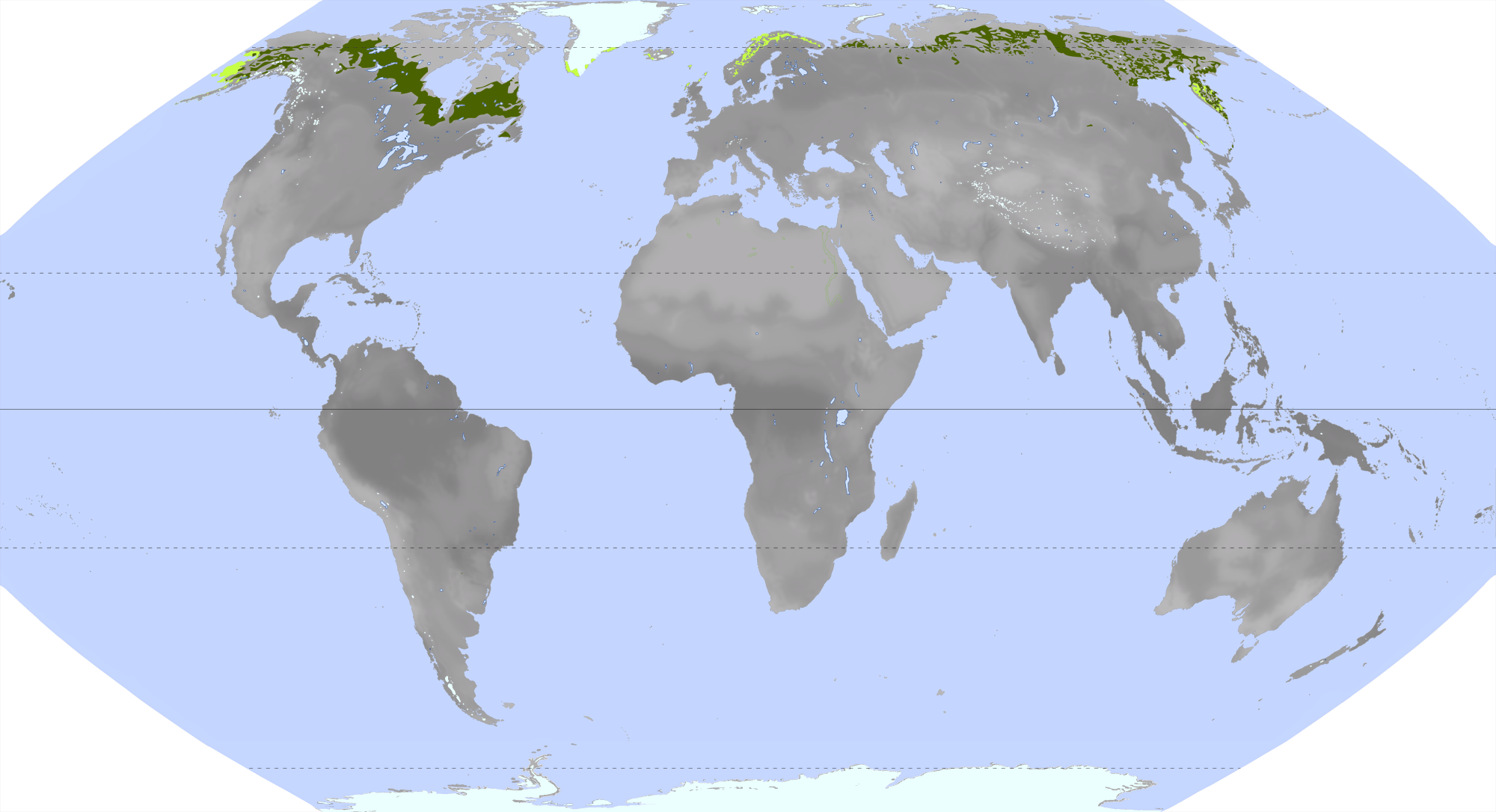
Skogstundra
Fjällbjörkskog

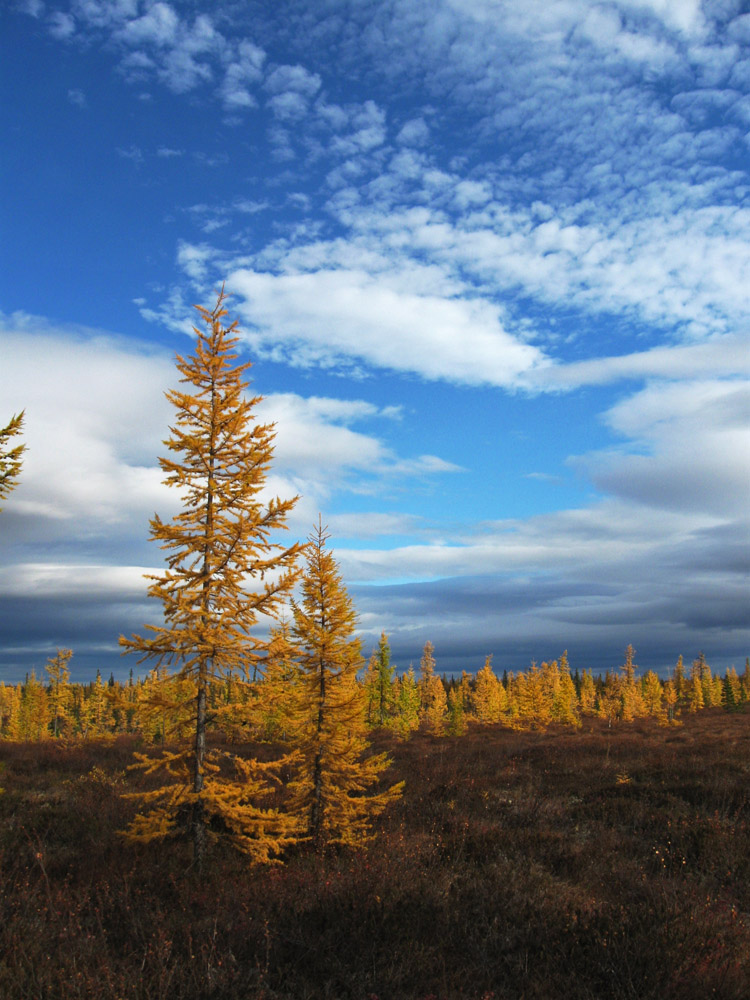
Skogstundra i Jamalo-Nentsien.

Skogstundra är en subarktisk landskapsform vilken ligger som ett 30 till 300 kilometer brett bälte söder om tundran och norr om taigan. Den består av glesa skogspartier blandade med buskvegetation och ren tundra. Skogstundran har tidigare antingen klassificerats som tundra eller som taiga, men på senare tid[när?] har den kommit att betraktas mer som en egen biom, än som en ekoton. Den breder ut sig över norra Ryssland och norra Nordamerika, från Kolahalvön till Indigirka, från Yukonfloden till Goose Bay.

## Klimat
Årsnederbörden uppgår ofta endast till 200−350 mm, men på grund av den låga avdunstningen i de kalla regionerna, existerar ett nederbördsöverskott vilket har svårt att rinna undan genom tjälen och permafrosten. Skogstundran är därför fuktig och 10−60 % av ytan består av sjöar och tjärnar. Dygnsmedeltemperaturen i juli uppgår till 10°−12° C och, beroende på hur kontinentalt klimatet är, från -10° till -40° C i januari. 

## Vegetation
I de östra delarna av den nordamerikanska skogstundran växer dvärgbjörk, polarvide, coloradogran och svartgran; i de västra delarna balsamgran. På Kola vårtbjörk; öster om Ural tallar, i västra Sibirien dessutom pichtagran, öster om Putoranabergen dahurisk lärk och dvärgbjörk, öster om Lena cajanderlärk med dvärgbjörk och alar, och öster om Kolyma dvärgtall. 

## Fauna
Faunan utgörs framförallt av ren, fjällräv, lämlar, dalripa, fjällripa och fjälluggla samt en rad flyttfåglar och småfåglar som bygger bo i buskvegetationen.